# Straßenanschnitt Lennhelle
Der Straßenanschnitt Lennhelle ist ein geologischer Aufschluss an der Bundesstraße 236 in Meggen, Lennestadt.
Hier ist Siltstein aufgeschlossen. Er stammt aus dem Oberen Ems, Unterdevon. Das Alter beträgt etwa 387 Millionen Jahre. Zu den Funden zählen Seelilien.
Die Fundstelle ist als Bodendenkmal eingetragen.